# Lijst van beschermd onroerend erfgoed in Sint-Agatha-Berchem
Een overzicht van het beschermde onroerend erfgoed in Sint-Agatha-Berchem. Het beschermd onroerend erfgoed maakt onderdeel uit van het cultureel erfgoed in België.
| Object                                            | Datum beschermd? | Bouwjaar/architect    | Stijl                   | Typologie                | Adres                                                | Coördinaten | Id-nummer?  | Afbeelding                                        |
| ------------------------------------------------- | ---------------- | --------------------- | ----------------------- | ------------------------ | ---------------------------------------------------- | ----------- | ----------- | ------------------------------------------------- |
| Sint-Agathakerk                                   | 25/10/1950       |                       | Romaans                 | Kerk                     | GROENDREEFSTRAAT 0                                   |             | 2268-0001/0 | Sint-Agathakerk                                   |
| Hoeve Pie Konijn                                  | 10/10/2002       |                       | Landelijke architectuur | Hoeve                    | BROEKSTRAAT 51                                       |             | 2268-0031/0 |                                                   |
| Saule blanc (Salix alba)                          |                  |                       |                         | Opmerkelijke boom        | BROEKWEG 0, BROEKSTRAAT 0                            |             | 2268-0033/0 |                                                   |
| Amerikaanse eik (Quercus rubra)                   |                  |                       |                         | Opmerkelijke boom        | LUSTHUIZENSTRAAT 0                                   |             | 2268-0035/0 |                                                   |
| Zavelenberg                                       | 26/04/1989       |                       |                         | Halfnatuurlijk landschap | KEIZER KARELLAAN 0, DENDERMONDESTRAAT 0              |             | 2268-0006/0 |                                                   |
| Kattebroek site                                   | 09/03/2006       |                       |                         | Halfnatuurlijk landschap | KATTESTRAAT 0                                        |             | 2268-0008/1 | Kattebroek site                                   |
| Moderne Wijk                                      | 07/09/2000       | 1922 Victor BOURGEOIS | Modernisme              | Tuinwijk                 | MODERNE-WIJKSTRAAT 6 - 36, MODERNE-WIJKSTRAAT 9 - 43 |             | 2268-0029/0 | Moderne Wijk                                      |
| Zilverlinde (Tilia tomentosa)                     |                  |                       |                         | Opmerkelijke boom        | RENE COMHAIRELAAN 69                                 |             | 2268-0032/0 |                                                   |
| Villa Marie-Mirande                               | 08/08/1988       | 1912 Victor TINANT    | Art nouveau             | Villa                    | DE SELLIERS DE MORANVILLELAAN 11                     |             | 2268-0007/0 | Villa Marie-Mirande                               |
| Dorpskern van Berchem en Groendreefstraat         |                  |                       |                         | Dorpskern                | KERKPLEIN 0                                          |             | 2268-0009/0 |                                                   |
| Hoofdpaviljoen van het voormalig Hôpital Français |                  | 1928 Gustave MAUKELS  | Classicisme             | Ziekenhuis               | JOSSE GOFFINLAAN 158                                 |             | 2268-0021/0 | Hoofdpaviljoen van het voormalig Hôpital Français |
| Villa cottage en tuin                             | 19/07/2001       | 1909 VANDERVEKEN      | Eclecticisme            | Villa                    | HOGENBOSSTRAAT 38                                    |             | 2268-0030/0 |                                                   |
| Kastanjeboom (Castanea sativa)                    |                  |                       |                         | Opmerkelijke boom        | JOSEPH MERTENSSTRAAT 15                              |             | 2268-0034/0 |                                                   |